# طقطيقة
كانت الطُّقْطَيْقَة (المعروفة أيضًا باسم الطَّقْطَاقَة) لعبةً شائعةً في أواخر ستينيات القرن 20 وأوائل سبعينياته.
ظهرت في عام 1968 نماذج كروية من الزجاج المقسّى والتي قد تتحطم في النهاية وتؤذي المستخدمين أو الآخرين القريبين. غَيَّرَها المصنعون في أوائل سبعينيات القرن 20 إلى كراتٍ لدائنيةٍ معلقةٍ على كل خيط. عندما تُرَجَّح الكرتان لأعلى ولأسفل، وتُصْدَم ببعضها البعض بقوة كبيرة، أحدثوا صوت الطقطقة عاليًا. تتشابه الطقطيقة في مظهرها مع السلاح الأرجنتيني بولاس [الإنجليزية].
تتكون اللعبة من كرتين صلبتين من البوليمر، يبلغ قطر كل منهما نحو 2 بوصة (5 سـم) في القطر، متصلة بعُروة إصبعية ذات خيط قوي. يمسك اللاعب العروة ذات الكرات المعلقة في الأسفل ومن خلال حركة اليد لأعلى ولأسفل يجعل الكرتين تترَجّحان بعيدًا عن بعضهما البعض ثم تترجحان معًا مرة أخرى، مما يصدر الطقطقة التي تمنح اللعبة اسمها. يمكن للمرء مع الممارسة أن يجعل الكرات تترجح بحيث تصطدم ببعضها البعض أعلى اليد وأسفلها.